# Levanella
Levanella is een plaats (frazione) in de Italiaanse gemeente Montevarchi, voornamelijk bekend vanwege Prada Factory outlet center.